# 에이수스 Eee PC

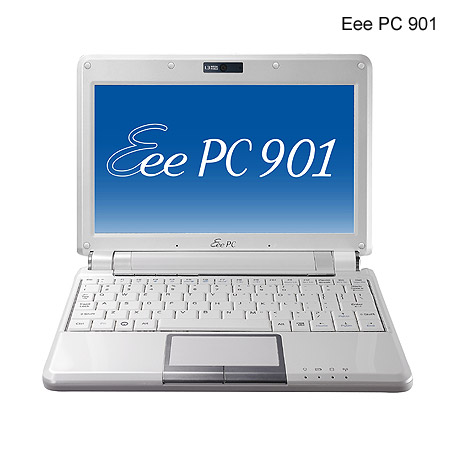
Eee PC 901 기종의 모습

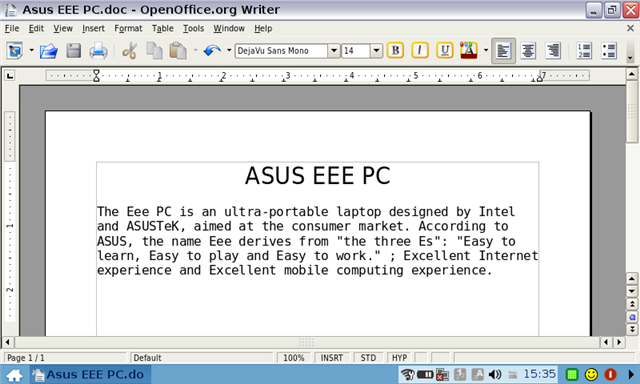
Eee PC에서 오픈오피스를 실행한 화면

Eee PC, 이:피씨는 아수스에서 제작/판매하는 넷북이다. 이름의 Eee는 "Easy to learn, Easy to work, Easy to play"를 줄인 말이다. 인텔 아톰프로세서를 주로 사용하며 어떤 제품은 하드디스크가 아닌 IDE 방식으로 동작하는 SSD를 장착했다. 저렴한 가격으로 인기를 끌었다.

## 같이 보기
- 인터넷 가전
- 이차 전지